# عيده الجهني
عيدة بنت عجيان العروي الجهني أو وحيدة السعودية ولدت عام 1969، شاعرة وكاتبة وفنانة تشكيلية سعودية. تكتب الشعر بشقيه الفصيح والنبطي. لها ديوان مطبوع وهو ديوان (راعبية غصون) تولى طباعته وقدم له بقلمه وشعره الشيخ محمد بن راشد آل مكتوم وقد صدر الديوان عام 1419هـ

## حياتها الشعرية
بدأت قرض الشعر في سن الثانية عشر وبدأت النشر بسن الخامسة عشر بالصحافة الكويتية ولها شقيقان شاعران نبطيان هما الشاعر حسين العروي والشاعر عبد الله عجيان ، وتكتب بالشعر العربي الفصيح والنبطي ولها قصائد طويلة تزيد عن الخمسين إلى المائة بيت، ومن شعرها:

## شاعر المليون
شاركت في مسابقة شاعر المليون النسخة الثالثة للشعر النبطي وحصلت على المركز الرابع.

## دواوينها الشعرية
- ديوان راعبية غصون وهو مطبوع وديوان ( قمرا القصيد )

## مشاركاتها الاعلامية
- زاوية اسبوعية من على الشداد بمجلة الصدى
- زاوية نوازي بمجلة جواهر الامارتية
- زاوية علوم النشاما بصحيفة عكاظ

## الجوائز والتكريم
- جائزة أبها الثقافية للشعر النبطي لعام 1410هـ تحت اشراف الأمير خالد الفيصل
- جائزة صحيفة المدينة لاكمال بيت من الشعر مولها سمو الأمير الشاعر عبد العزيز بن سعود المعروف بالسامر
- جائزة فواصل السنوية الكبرى 2005م وهي مسابقة اكمال بيت حول مآثر الملك فهد بن عبد العزيز للشاعر السامر
- جائزة المبدعون للقصة القصيرة بمجلة الصدى الامارتية

## وصلات خارجية
1. (عيدة الجهني) الصفحة الرسمية على موقع فيس بوك